# Bent Larsen
Jørgen Bent Larsen (4 tháng 3 năm 1935 – 9 tháng 9 năm 2010) là một đại kiện tướng và tác giả cờ vua người Đan Mạch. Được biết đến với lối chơi giàu trí tưởng tượng và không chính thống, ông là kỳ thủ phương Tây đầu tiên đặt ra thách thức nghiêm trọng đối với sự thống trị của Liên Xô trong cờ vua. Ông được coi là cầu thủ mạnh nhất sinh ra ở Đan Mạch và mạnh nhất từ Scandinavia cho đến khi Magnus Carlsen xuất hiện.
Larsen là nhà vô địch Đan Mạch sáu lần và là ứng cử viên cho chức vô địch cờ vua thế giới bốn lần, lọt vào bán kết ba lần. Ông đã giành được nhiều chiến thắng trước tất cả bảy nhà vô địch thế giới, những người đã giữ danh hiệu từ năm 1948 đến năm 1985: Mikhail Botvinnik, Vasily Smyslov, Mikhail Tal, Tigran Petrosian, Boris Spassky, Bobby Fischer và Anatoly Karpov, nhưng tính trên tất cả số ván thì ông thua nhiều hơn thắng so với họ. Trên cơ sở phần trăm, điểm số tốt nhất của Larsen trước Nhà vô địch thế giới là với Max Euwe. Larsen và Euwe gặp nhau trên bàn duy nhất một lần, tại Munich Olympiad năm 1958; ván đấu kết thúc với tỷ số hòa. Từ đầu những năm 1970, ông đã chia thời gian sống của mình giữa Las Palmas và Buenos Aires, với người vợ sinh con cho ông người Argentina. Ông bị bệnh tiểu đường và mất năm 2010 do xuất huyết não.